# Münsterappel
Münsterappel là một đô thị thuộc thuộc huyện Donnersberg, Đức. Đô thị Münsterappel có diện tích 6,33 km², dân số thời điểm ngày 31 tháng 12 năm 2006 là 550 người.